# Onustus aquitanus
Onustus aquitanus is een slakkensoort uit de familie van de Xenophoridae. De wetenschappelijke naam van de soort is voor het eerst geldig gepubliceerd in 2012 door Simone & Cunha.